# Nardostahis
Nardostahis (lat. Nardostachys) je monotipski biljni rod iz porodice kozokrvnica smješten u potporodicu odoljenovki. 
Jedina vrsta je N. jatamansi, ljekovoita biljka sa područja Himalaja, danas kritično ugrožena. cijenjen je u kineskom, tibetanskom, nepalskom, butanskom, indijskom i japanskom sustavu medicine. Njezina ljekovita svojstva dobro su dokumentirana u drevnoj literaturi kao što su ajurvedski, Stari zavjet, Ben-Cao-Shi-Yi i Homerova Ilijada.
Višegodišnja je biljka s Himalaja koja ima mirisno eterično ulje. Biljka i njezino ulje od davnina se koriste u tradicionalnoj medicini, a ulje dobiveno iz njezinih drvenastih rizoma koristi se kao parfem i u vjerskim obredima. Navedena je kao kritično ugrožena vrsta na Crvenom popisu ugroženih vrsta IUCN-a. Poznata je i kao nard.

## Sinonimi
- Fedia grandiflora Wall.
- Fedia jatamansi Wall. ex DC.
- Nardostachys chinensis Batalin
- Nardostachys gracilis Kitam.
- Nardostachys grandiflora DC.
- Nardostachys jatamansi C.B.Clarke
- Patrinia jatamansi D.Don
- Valeriana jatamansi D.Don
- Valeriana jatamansi (D.Don) Wall.